# Чебышёв, Николай Алексеевич
Николай Алексеевич Чебышёв (Чебышов) (1852—1926) — русский судебный деятель, сенатор, товарищ министра юстиции (1917).

## Биография
Из потомственных дворян Калужской губернии. Сын статского советника Алексея Афанасьевича Чебышёва и жены его Елизаветы Алексеевны. Брат-близнец Алексей — также судебный деятель, сенатор. Недвижимости не имел.
В 1875 году окончил юридический факультет Санкт-Петербургского университета со степенью кандидата прав.
По окончании университета начал службу по Министерству юстиции кандидатом на судебные должности при Тверском окружном суде. В 1876 году был назначен исправляющим должность судебного следователя. Затем состоял товарищем гродненского губернского (1878—1883) и ковенского губернского (1883—1887) прокуроров. В 1887 году был назначен членом Ковенского окружного суда, в 1889 году — членом Рижского окружного суда, в 1893 году — товарищем председателя этого суда, а в 1896 году — товарищем председателя Санкт-Петербургского окружного суда. В 1902 году был назначен председателем Каменец-Подольского окружного суда, в 1903 году переведен на ту же должность в Рижский окружной суд, а в 1904 году — в Санкт-Петербургский окружный суд. В 1905 году был назначен прокурором Варшавской судебной палаты, а в 1906 году — старшим председателем Саратовской судебной палаты.
24 февраля 1911 года назначен сенатором с производством в тайные советники, присутствовал в Уголовном кассационном департаменте и соединенном присутствии 1-го и кассационных департаментов. По инициативе И. Г. Щегловитова, 1 января 1917 года назначен членом Государственного совета. Входил в группу правого центра, затем в правую группу. 19 января 1917 года назначен товарищем министра юстиции. После Февральской революции, 13 марта 1917 года уволен от должности товарища министра юстиции. 1 мая 1917 года был оставлен за штатом, а по упразднении Государственного совета большевиками 14 декабря 1917 года — уволен от службы.
В Гражданскую войну — в Вооруженных силах Юга России и Русской армии до эвакуации Крыма. Эвакуировался на корабле «Константин». В эмиграции в Бельгии. Умер до 18 июля 1926 года в Антверпене.

## Семья
Был женат на Вере Антоновне Гудим-Левкович (1865—1923). Их дети:
- Алексей (1891—1973), воспитанник Александровского лицея (1912), помощник обер-секретаря Сената. В Первую мировую войну — вольноопределяющийся лейб-гвардии Конно-гренадерского полка. В Гражданскую войну служил по судебному ведомству во Всевеликом Войске Донском и ВСЮР. В эмиграции в Бельгии, председатель Красного Креста и вице-председатель РНО в Бельгии.
- Елизавета (1893—1977), в замужестве Воробьева.
- Татьяна (1899—?), замужем за Виктором Викторовичем Кольшмидт.

## Награды
- Орден Святого Станислава 2-й ст. (1891)
- Орден Святой Анны 2-й ст. (1896)
- Орден Святого Владимира 3-й ст. (1905)
- Орден Святого Станислава 1-й ст. (1909)
- Орден Святой Анны 1-й ст. (1913)
- Орден Святого Владимира 2-й ст. (1916)